# Xia Changshi
Xia Changshi (夏昌世,  Xià Chāngshì; * 1903 in Guangdong, Chinesisches Kaiserreich; † 4. Dezember 1996 in Freiburg im Breisgau) war ein chinesischer Architekt. Er gestaltete zahlreiche Großbauten, vor allem Universitäten und Krankenhäuser. Sein Anliegen war es, die lokale chinesische Architektur mit der modernen europäischen Architektur zu verbinden. Er war somit Begründer der Lingnan-Architektur. Grundlage hierfür war seine Ausbildung an der TH Karlsruhe und an der Eberhard Karls Universität Tübingen.

## Lebenslauf
Xia Changshi wurde im Mai 1903 in Guangdong in einer Handwerkerfamilie von Überseechinesen geboren.
In jungen Jahren ging er zum Studium nach Deutschland.
- 1928 beendete er sein Studium der Ingenieurwissenschaft an der Technischen Hochschule Karlsruhe und erlangte die Qualifikation als Ingenieur (Hochschulabschluss).
- 1932 promovierte er am Kunsthistorischen Institut der Karlsuniversität in Tübingen.
- Nach seiner Rückkehr nach China war er von 1932 bis 1939 als Ingenieur im Eisenbahn- und im Verkehrsministerium tätig.
- 1940–1941 Professor an der Tongji-Universität
- 1942–1945 Professor an der Zentraluniversität und an der Chongqing-Universität.
- 1946–1952 Professor an der Zhongshan-Universität (häufiger: Sun-Yat-sen-Universität (Guangdong)).
- 1952 Professor an der Technischen Universität Südchina[1] (华南工学院,  Huánán gōngxuéyuàn), in Guangzhou. Offizielle englische Bezeichnung: South China University of Technology.

Die Periode 1952–1973 wird in BaikeBaidu ausgelassen. Die Ergänzung findet sich in einer deutschsprachigen Kurzbiografie von Eduard Koegel:
Xia Changshi war nicht Mitglied der KPCh. Es wurden ihm daher die Bauaufträge entzogen. Er wandte sich daraufhin der Erforschung der Gartengestaltung zu. Er war Mitbegründer der Guangdong Society of Gardening. 1966 wurde er während der Kulturrevolution zur "Umerziehung" in ein Arbeitslager verbracht und im November 1968 unter dem Vorwurf der Spionage ins Gefängnis, ebenso seine Frau Ottilie Hsia-Bretschger. 1972 wurden beide im Zusammenhang mit den Vorbereitungen für die Aufnahme diplomatischer Beziehungen zwischen der VR China und der Bundesrepublik Deutschland freigelassen. Xia Changshi galt als deutscher  Staatsbürger.
- 1973 im August verlegte er seinen Wohnsitz nach Freiburg in Deutschland
- Er war zudem Direktor des Board of Directors Zweite und Dritte Konferenz der Chinesischen Studiengesellschaft für Ingenieurwesen (中国建筑学会,  Zhōngguó jiànzhù xuéhuì) und zugleich Vorsitzender der Exekutive der Guangdong Studiengesellschaft für Gartenbau (广东园林学会,  Guǎngdōng yuánlínxuéhuì) einer Nonprofit-Organisation der mit Gartenbau befassten Techniker und Kunstarbeiter mit Sitz in Guangzhou.
- 1982 kehrte er nach China zurück und wohnte als Auslandschinese in Hongkong.

Davor und danach kam er nach Guangzhou um beim Bau des Auslandschinesischen Krankenhauses an der Jinan-Universität (暨南大学,  Jìnán dàxué) zu beraten und an den Ingenieurarbeiten teilzunehmen.
Xia Changshi verstarb am 4. Dezember 1996 in Freiburg, Deutschland, an einer Krankheit.

## Wesentliche Planungsarbeiten

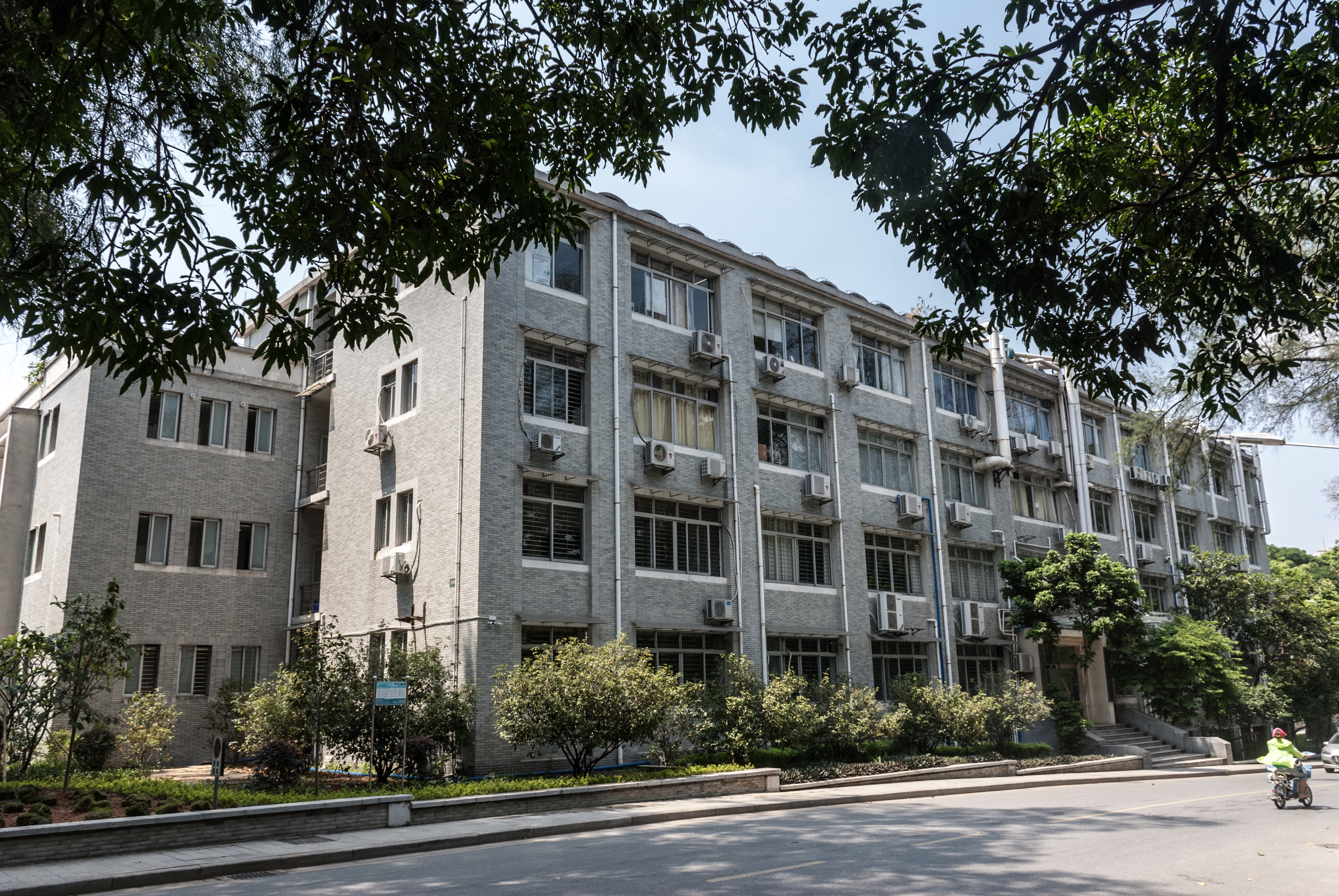
Das alte Gebäude Nr. 13 der Huanan-Universität

- Die Bibliothek der Huanan-Universität für Ingenieurwesen  (华南工学院图书馆,  Huánán gōngxuéyuàn túshūguǎn) (2015 (华南理工大学图书馆,  Huánán lǐ-gǒng dàxue túshūguǎn) als Hauptbibliothek der Southchina University of Technology) in Guangzhou.[3]

sowie das Administrationsgebäude; dazu die Planung für das Lehrgebäude und den Campus.
- Das Gebäude für das Aquarium im Öffentlichen Kultur-Park in Guangzhou (广州文化公园,  Guǎngzhōu wénhuà gōngyuán)
- Das große Krankenhaus an der Zhongshan-Universität für Medizin und dazu den Komplex der Lehrgebäude und der Laboratorien.
- Der Segelclub von Zhanjiang (湛江,  Zhànjiāng), Hafen an der Leizhou-Bucht, Guangdong.[4]
- Der Bau für die Experten des Forschungsinstituts Subtropische Zone Asiens in Hainan (海南亚热带研究所,  Hǎinán yàrèdài yánjiūsuǒ)
- Die Planung für drei neu zu errichtende Hochschulgebäude in Wǔhàn
- Das Hospital für Lehrpersonal und Verwaltung von Dinghushan  (鼎湖山,  Dǐnghú Shān)
- Skizzierung und Planung von Landschaftsbereichen in Guilin (桂林风景区,  Guìlín fēngjǐngqū)
- Planung des Guangxi-Krankenhauses.

## Auszeichnung
1993 erhielt Xia Zhangshi für den Komplex der Lehrgebäude der Medizinischen Zhongshanuniversität die Auszeichnung für hervorragende Bauleistungen zur 40-jährigen Feier der Proklamation der Architektur-Gesellschaft Chinas. (中国建筑学会,  Zhōngguó jiànzhù xuéhuì The Architectural Society of China)

## Publikationen
- Grundriß der Gartengestaltung (园林述要,  yuánlín shùyào)

Zahlreiche Artikel über die Architektur der Subtropischen Klimazone Asiens, über Chinesische Gärten und über die Blütengärten in der Lingnanregion in:
- Journal der Architektur  (建筑学报,  Jiànzhùxuébào)
- Journal der Gartenarchitektur  (园林学报,  Yuánlín xuébào)
- Theorie und Praxis der Architektur  (建筑理论与实践,  Jiànzhù lǐlùn yǔ shíxiàn)